# Gmina Vrbje
Gmina Vrbje (chorw. Općina Vrbje) – gmina w Chorwacji, w żupanii brodzko-posawskiej.

## Miejscowości i liczba mieszkańców (2011)
- Bodovaljci – 552
- Dolina – 254
- Mačkovac – 289
- Savski Bok – 57
- Sičice – 391
- Visoka Greda – 217
- Vrbje – 455